# علم النفس المعرفي
علم النفس المعرفي ويعرف أيضًا باسم علم النفس الإدراكي (بالإنجليزية: Cognitive psychology) هو مجال فرعي من علم النفس، يقوم باكتشاف العمليات الذهنية الداخلية. حيث يدرس هذا العلم كيف يقوم الناس بالتفكير، والإدراك والتذكر، والتحدث، وحل المشكلات.
علم النفس المعرفي يختلف عن مجالات علم النفس الأخرى في أمرين هامين:
- يمكن استخدام الأساليب العلمية في علم النفس الإدراكي، فالاستبطان introspection [2] -عموما- مرفوض كأسلوب للبحث. وهذا خلاف لما عليه بعض التوجهات الأخرى في علم النفس مثل علم النفس الفرويدي (مدرسة التحليل النفسي).
- علم النفس المعرفي يقر بشكل واضح بوجود حالات ذهنية داخلية (مثل الإيمان، الرغبة، الفكرة، المعرفة، والدافع).

في السنوات المبكرة لهذا العلم، كانت الانتقادات تنص بأن التوجه التجريبي لعلم النفس المعرفي كان غير متوافق مع قبوله لوجود الحالات الذهنية الداخلية. بيد أن علم الأعصاب الإدراكية قد قدم برهاناً على أن الحالات الفسيولوجية للدماغ ترتبط مباشرة مع الحالات الذهنية، بما يعني دعم الافتراض الأساسي لعلم النفس المعرفي.
المدرسة التي تتبنى هذا التوجه تُعرف بمذهب المعرفية (أو الإدراكية cognitivism). علم النفس المعرفي أيضا كان له تأثير على العلاج المعرفي السلوكي حيث يتم استخدام مزيج من علم النفس المعرفي والسلوكي لعلاج المريض.

## العمليات العقليّة
يركز علماء النفس/السيكولوجيّون على العمليات العقليّة التي تؤثر على السلوك. تتضمن تلك العمليات ما يلي:

### الانتباه
يعرِّف علماء النفس الانتباه بأنه «حالة من الوعي المركَّز على عينة من المعلومات المدركة المتاحة». تعتبر تصفية المعلومات غير ذات الصلة وإبعادها إحدى الوظائف الأساسيّة للانتباه، مما يساعد البيانات المهمة للتوزع على العمليات العقليّة الأخرى. حيث يستقبل الدماغ في نفس اللحظة مؤثرات سمعيّة وبصريّة وشميّة وتذوق ولمس، ولا يستطيع الدماغ سوى معالجة القليل من المعلومات، وهذا يحدث عن طريق تصفية المعلومات غير الضرورية خلال الانتباه.
يمكن تقسيم الانتباه إلى نظامين رئيسين: التحكم الخارجيّ والتحكم الباطنيّ. يعمل التحكم الخارجيّ من أسفل لأعلى ومسئول عن رد الفعل الانعكاسيّ orienting reflex وتأثير المفاجأة. يعمل التحكم الباطنيّ من أعلى لأسفل وهو نظام أكثر إراديّة مسئول عن عمليات التركيز والوعي.
يعتبر مفهوم الانتباه المقسَّم إحدى النقاط الأساسيّة المرتبطة بالانتباه في مجال علم النفس الإدراكيّ. تعامل عدد من الدراسات مع قدرة الشخص المرتدي لسماعات الأذن أن يستخرج حوارات ذات معنى عندما تُقدَّم له برسائل مختلفة في كل أّذن، وهذا ما يُعرف بمهمة الاستماع الثنائيّ. تتضمن النتائج فهمًا أكبر لقدرة العقل أن يركز على الرسالة المقدمة إليه، وأن يظل منتبهًا للمعلومات المأخوذة من الأذن الأخرى والتي لا يعيها بوجه كامل. على سبيل المثال، تقوم التجربة بإخبار المشاركين أنهم سيتلقون رسالة عن كرة السلة في أذن ومعلومات غير ذات صلة في الأّذن الأخرى، وسيتبدل هذا الوضع بأن تكون معلومات كرة السلة في الأّذن الأخرى، وعليهم في الحالتين أن يستخرجوا المعلومات المتعلقة بكرة السلة، وفي النهاية يجب أن يستخرج المشارك الرسالة كاملة، بحيث ينتبه للأذن ذات الصلة فقط. تسمى القدرة على التركيز على محادثة واحدة في مواجهة محادثات متعددة أخرى تأُثير خليط الحفلة cocktail party effect.

### الذاكرة
يوجد نوعان أساسيّان من الذاكرة، الذاكرة قصيرة الأمد والذاكرة طويلة الأمد، إلا أن الذاكرة قصيرة الأمد صارت أقرب فهمًا ويطلق عليها علماء النفس الإدراكيّ مصطلح الذاكرة العاملة.

#### الذاكرة العاملة
بالرغم من الاعتقاد السائد أن الذاكرة قصيرة الأمد فقط، تُعرف بوضوح أكبر بأنها قدرة الشخص على تذكر المعلومات في مواجهة المشتتات. القدرة الشهيرة للذاكرة بإمكان تذكر رقم سبعة السحري: بجمع أو طرح اثنين كمدى، هي مزيج بين الذاكرة العاملة والذاكرة طويلة الأمد.
أجرى إبنجهاوس Ebbinghaus إحدى التجارب الكلاسيكيّة في هذا الصدد، حيث وجد أن المعلومات الموجودة في أسفل القائمة وأولها تُسترجع بصورة أفضل من تلك الموجودة في المركز، وهو ما سماه تأثير الموقع التسلسليّ serial position effect. هذه الأوليّة والآخريّة تختلف في القوة حسب طول القائمة المقدمة. يمكن أن يوزع المنحنى النموذجيّ لها على شكل حرف U بواسطة كلمة مستولية على الانتباه، وهذا يُعرف بتأثير فون ريستورف Von Restorff effect.
صُنعت العديد من نماذج الذاكرة العاملة، وواحدة من أكثرهم اعتبارًا هي التي أجراها بادلي وهيتش Baddeley and Hitch إنها تأخذ في الاعتبار المحفزات البصريّة والسمعيّة وتستعملها كمرجع، ومعالج مركزيّ لمزجها وفهمها.
يتعلق جزء كبير من الذاكرة بالنسيان، وتقوم المناظرات بشأن هذه الجزئيّة بين نظرية الاضمحلال decay theory ونظرية التدخل interference theory.

#### الذاكرة طويلة الأمد
تقوم الدراسات الحديثة عن الذاكرة على الذاكرة طويلة الأمد، وتقسمها إلى ثلاث فئات ذات طبيعة تراتبيّة، بالنظر إلى مستوى الوعي بالفكرة المتعلقة بالاستخدام.
- الذاكرة الإجرائيّة وهي الذاكرة المتعلقة بأداء أنواع معينة من الأفعال. إنها تعمل عادة على مستوى تحت شعوريّ، أو تحتاج كمية قليلة للغاية من المجهود الواعي. تتضمن تلك الذاكرة معلومات الاستجابة للمحفزات والتي تعمل بالترابط مع مهمات معينة. يستعمل الشخص الذاكرة الإجرائيّة عندما يسجيب آليًا لمؤثر ما أو لممارسة معينة، مثل قيادة السيارة.
- الذاكرة الدلاليّة هي المعلومات الموسوعيّة التي يمتلكها الشخص، كتلك المعلومات التي يعرفها عن برج إيفل وشكله أو اسم صديقه في السنة السادسة. يتراوح مجهود الاتصال بالذاكرة الدلاليّة بين القليل وشديد الإجهاد، اعتمادًا على عدد من المتغيرات، منها –وليس كلها- حداثة تخزين المعلومات أو عدد الروابط بينها وبين المعلومات الأخرى أو معدل استرجاعها أو مستويات المعنى (عمق معالجة المعلومة أثناء تخزينها).
- الذاكرة العرضيّة هي المعلومات حول الأحداث الذاتيّة التي يمكن التصريح بها. إنها تحتوي على ذكريات زمنيّة مثل توقيت آخر مرة غسل الشخص فيها أسنانه. تتطلب تلك الذاكرة أعمق مستوى من التفكير الواعي وهي غالبًا ما تستدعي الذاكرة الدلاليّة والزمنيّة لتكوين الذكرى كاملة.[9]

### الإدراك
يتضمن الإدراك كل من الحواس الجسديّة (البصر والشم والسمع والتذوق واللمس والإحساس بالمكان) بالإضافة للعمليات العقليّة الإدراكيّة المتضمنة في ترجمة تلك الحواس. تلك هي الطريقة التي يفهم بها الناس العالم من حولهم عن طريق تفسير المؤثرات. بدأ بعض علماء النفس مثل إدوارد ب. تيتشينر Edward B. Titchener العمل على الإدراك في نظريتهم البنائيّة Structuralism عن السيكولوجيا. تتعامل المقاربة البنائيّة مع محاولة اختزال التفكير البشريّ (أو الوعي كما يحب تيتشينر تسميته) إلى عناصره البدائيّة لفهم كيف يستقبل الشخص مؤثرًا ما. تميل وجهة النظر الحاليّة بشأن الإدراك إلى التركيز على طرق معينة يفسر بها العقل البشريّ المؤثرات من الحواس وكيف تؤثر تلك التفسيرات على السلوك. .

### اللغة
يهتم علماء النفس بالعمليات الإدراكيّة المتعلقة باللغة، ويعود هذا الاهتمام إلى سبعينات القرن التاسع عشر، عندما اقترح كارل فيرنيك نموذج للعمليات العقليّة المتعلقة باللغة. يختلف العمل الحالي حول اللغة كثيرًا في مجال علم النفس الإدراكيّ، فقد يدرس علماء النفس اكتساب اللغة والمكونات الفرديّة للغة وكيف تتدخل في التأثير على المزاج أو مناطق أخرى.
أُجري الكثير من العمل حول فهم موعد اكتساب اللغة وكيف تتعلق بجاهزيّة الطفل للتعلم أو إعاقته. أظهرت دراسة في عام 2012 أن هذا يعتبر من الخطط الفعالة ولكنه من المهم أن تتضمن تلك التقييمات كل المعلومات ذات الصلة أُثناء عمل التقييم. فيجب أن نأخذ في الاعتبار عوامل مثل الفروق الفرديّة والذاكرة قصيرة وطويلة الأمد والحالة الاجتماعيّة والاقتصاديّة لعمل تقييم سليم.

### إدراك الإدراك
إدراك الإدراك، بالمعنى الواسع، هي الأفكار التي يمتلكها الفرد عن أفكاره الخاصة، أو بدقة أكبر يتضمن إدراك الإدراك أمور مثل:
- مدى فعاليّة مراقبة الشخص لأدائه في مهمة معينة (التنظيم الذاتيّ).
- فهم الشخص لقدراته في مهمة عقليّة.
- القدرة على تطبيق الخطط الإدراكيّة.

تتعامل جُل الدراسات حول إدراك الإدراك في مجال علم النفس الإدراكيّ مع تطبيقه في مجال التعليم. فزيادة قدرات إدراك الإدراك لدى التلاميذ سيكون لها تأثير مهم على عادات الدراسة والتعلم الخاصة بهم. وإحدى الأمور الأساسيّة التي سيتحسن بها التلاميذ هي قدرتهم على تحديد الأهداف وتنظيمها ذاتيًا لإشباع أهدافهم. كما يجب التأكد أن التلاميذ يقيّمون درجة معرفتهم واقعيًا ويضعون أهدافًا واقعية قابلة للتنفيذ لتحقيق تلك العملية.

## حديثًا
تخاطب وجهات النظر الحديثة علم النفس الإدراكيّ باعتباره عملية ثنائيّة، أقام هذه النظرية دانيال كانمان حيث فرَّق بين نوعين من معالجة المعلومات في الدماغ. يسميهما الحدس والتعقل. يعمل النظام الأول (الحدس) كما يعمل التعقل الترابطي ويتسم بكونه سريع وآليّ ويرتبط ارتباطًا وثيقًا بالمشاعر المتضمنة في عملية التفكير. يقول كانمان أن هذا النوع من التفكير مبني على العادات ومن الصعب تغييره أو التلاعب به. التعقل (النظام الثاني) أبطأ وأقل ثباتًا ومعرض للأحكام الواعيّة والحالات المزاجيّة.

## التطبيقات

### النفسيّة غير الطبيعية
بعد الثورة الإدراكيّة، وكنتيجة للاكتشافات العديدة في مجال علم النفس الإدراكيّ، تطور مجال العلاج الإدراكيّ. يعتبر آرون ت. بيك الأب المؤسس للعلاج الإدراكيّ. أضاف عمله في الإدراك وعلاج الاكتئاب الكثير وحظي باهتمام بالغ. في كتابه «العلاج الإدراكيّ للاكتئاب Cognitive Therapy of Depression» يضع بيك ثلاث نقاط أساسيّة لتفضيل العلاج الإدراكيّ للاكتئاب بالتشارك مع مضادات الاكتئاب في مواجهة العلاج الدوائيّ فقط.
1. بالرغم من انتشار استخدام مضادات الاكتئاب، تظل حقيقة عدم استجابة كل المرضى لهم. يقول بيك (في 1987) أن نسبة 60% إلى 65% هم من يستجيبون للعلاج فقط، وتشير الإحصاءات الحالية إلى رقم قريب من هذا الرقم.
2. الكثيرون من الذين يتناولون مضادات يعزفون عن تناولها لعدة أسباب. وقد يصابون بالأعراض الجانبيّة.
3. استعمال العقار نفساني التأثير قد يؤدي في النهاية إلى انهيار آليات التعايش ويصبح الشخص معتمدًا بالكامل على الدواء كوسيلة لتحسين مزاجه. وكنتيجة لهذا الفشل في التأقلم لا يستطيع الفرد التعامل مع أقل مستويات الاكتئاب ويلجأ سريعًا لمضادات الاكتئاب.

### السيكولوجيا الاجتماعيّة
ترجع عدة أوجه للسيكولوجيا الاجتماعيّة الحديثة إلى الأبحاث التي أجريت في مجال علم النفس الإدراكي. الإدراك الاجتماعيّ هو فرع محدد من السيكولوجيا الاجتماعيّة ويركز على عمليات كانت مثار اهتمام في علم النفس الإدراكيّ. عرَّف غوردون ب. موسكويتز Gordon B. Moskowitz الإدراك الاجتماعيّ بأنه «... دراسة العمليات العقليّة المتضمنة في التصور والانتباه والتذكر والتفكير عن الناس وفهمهم في عالمنا الاجتماعيّ.»
كان هناك العديد من النماذج لمعالجة المعلومات الاجتماعيّة والتي كانت مؤثرة في دراسات تتضمن العنف والسلوك المعادي للمجتمع. وكان نموذج كينث دودج Kenneth Dodge واحدًا من النماذج المدعومة تجريبيًا المتعلقة بالعنف. يقول دودج في أبحاثه أن الأطفال الذين لديهم القدرة على معالجة المعلومات بصورة أكبر يُظهرون قدرًا أعلى من السلوك المقبول اجتماعيًا. يؤكد نموذجه أن هناك خمس خطوات يمر بها الفرد لتقييم تفاعلاته مع الأفراد الآخرين وكيف يفسر هذا الشخص تلك المفاتيح في العمليّة التفاعليّة.

### السيكولوجيا النمائيّة
يبني العديد من الأسماء البارزة في مجال السيكولوجيا النمائيّة فهمهم للنمو على النماذج الإدراكيّة. تعتبر نظرية العقل إحدى النماذج الرئيسة في السيكولوجيا النمائيّة، وتتعامل خصيصًا مع قدرة الفرد على فهم إدراك المحيطين به. يصبح هذا المفهوم أكثر وضوحًا في الأطفال بين أعمار 4 و 6 سنوات. فقبل أن ينمو الطفل ويطور عقله لا يستطيع فهم أن الآخرين المحيطين به لديهم أفكار ومشاعر مختلفة عنه. تطور نظرية العقل هو مسألة تتعلق بإدراك الإدراك أو التفكير في أفكار الآخرين.
يعتبر جان بيجيه Jean Piaget واحدًا من أهم العقول في مجال السيكولوجيا النمائيّة، والذي ركز على النمو الإدراكيّ منذ الولادة حتى البلوغ. بالرغم من وجود تحديّات تواجه نظرياته عن مراحل النمو الإدراكيّ إلا أنها تظل ذات شأن. سبقت مفاهيم بيجيه الثورة الإدراكيّة إلا أنها ألهمت البحث في مجال علم النفس الإدراكيّ وتشابكت العديد من مبادئه مع النظريات الحديثة لتكوين ما هو مطروح حاليًا.

### السيكولوجيا التعليميّة
طبقت النظريات الحديثة العديد من المفاهيم الأساسيّة في علم النفس الإدراكيّ، ومن هذه المفاهيم:
- إدراك الإدراك: وهو مفهوم واسع يشمل كل طرق التفكير والمعرفة عن الكيفية التي يفكر بها الفرد. ويطبق هذا المفهوم في مجال المتابعة الذاتيّة والذي يرتبط بشدة بمدى تقييم التلاميذ لمعرفتهم الشخصيّة وتطبيق نظرياتهم لتحسين المعرفة في مناطق جهلهم.
- المعرفة الوصفيّة والمعرفة الإجرائيّة: المعرفة الوصفيّة هي المعرفة الموسوعيّة للفرد، بينما تُعرف المعرفة الإجرائيّة بأنها المعرفة المتعلقة بإجراء مهمة محددة. يهدف تطبيق تلك النماذج الإدراكيّة في التعليم إلى تعزيز قدرة التلاميذ على تضمين المعرفة الوصفيّة في العمليات التي يجرونها، كمحاولة لتسهيل التعلم السريع.[19]
- تنظيم المعرفة: أصبحت تطبيقات علم النفس الإدراكيّ المتعلقة بفهم كيفية تنظيم المعرفة في الدماغ اهتمامًا أساسيًا في مجال التعليم في السنوات الأخيرة. وأصبحت الوسائل الهرميّة في تنظيم المعلومات وكيفية رسم الخرائط الذهنيّة متضمنة كمفاهيم لعمل الذاكرة ولها نفع كبير للتلاميذ.

سيكولوجيا الشخصية 
حظيت المقاربات العلاجيّة الإدراكيّة باهتمام واسع في ما يخص علاج اضطرابات الشخصية في السنوات الماضية. تركز تلك المقاربات على ما تسميه بالإطار المغالط faulty schemata وهو عملية التفكير المتركزة على التحيز في الحكم والأخطاء الإدراكيّة.